# Ali Ghaffari
Ali Ghaffari (pers. علی غفاری; ur. w 1925, zm. w 2007) – irański zapaśnik walczący w stylu wolnym. Olimpijczyk z Londynu 1948, gdzie zajął dziewiąte miejsce w kategorii 67 kg.
Szósty na mistrzostwach świata w 1951. Wicemistrz Europy w 1949 roku.